# Astragalus balfourianus
Astragalus balfourianus är en ärtväxtart som beskrevs av George Simpson. Astragalus balfourianus ingår i släktet vedlar, och familjen ärtväxter. Inga underarter finns listade i Catalogue of Life.